# Palpimanus sanguineus
Palpimanus sanguineus är en spindelart som beskrevs av Embrik Strand 1907. Palpimanus sanguineus ingår i släktet Palpimanus och familjen Palpimanidae. Inga underarter finns listade i Catalogue of Life.